# Glandularia hispida
Glandularia hispida är en verbenaväxtart som beskrevs av Hipólito Ruiz López och Pav.. Glandularia hispida ingår i släktet Glandularia och familjen verbenaväxter. Inga underarter finns listade i Catalogue of Life.